# Tytroca fasciolata
Tytroca fasciolata là một loài bướm đêm trong họ Erebidae.